# Rio Open 2018
Il Rio Open 2018, conosciuto anche come Rio Open presented by Claro 2018 per motivi di sponsorizzazione, è stato un torneo professionistico di tennis giocato all'aperto sulla terra rossa. È stata la quinta edizione dell'evento. Il torneo fa parte dell'ATP Tour 500 nell'ambito dell'ATP World Tour 2018. Il torneo si è svolto al Jockey Club Brasileiro di Rio de Janeiro, in Brasile, dal 19 al 25 febbraio 2018.

## Partecipanti

### Teste di serie
| Nazionalità | Giocatore            | Ranking | Testa di serie* |
| ----------- | -------------------- | ------- | --------------- |
| Croazia     | Marin Čilić          | 3       | 1               |
| Austria     | Dominic Thiem        | 6       | 2               |
| Spagna      | Pablo Carreño Busta  | 10      | 3               |
| Spagna      | Albert Ramos Viñolas | 20      | 4               |
| Italia      | Fabio Fognini        | 22      | 5               |
| Argentina   | Diego Schwartzman    | 24      | 6               |
| Uruguay     | Pablo Cuevas         | 32      | 7               |
| Spagna      | Fernando Verdasco    | 40      | 8               |

* Ranking al 12 febbraio 2018.

### Altri partecipanti
I seguenti giocatori hanno ricevuto una wild card per il tabellone principale:
- Thomaz Bellucci
- Thiago Monteiro
- Casper Ruud

I seguenti giocatori hanno avuto accesso al torneo grazie al ranking protetto
- Pablo Andújar
- Andreas Haider-Maurer

I seguenti giocatori sono passati dalle qualificazioni:

- Carlos Berlocq
- Roberto Carballés Baena
- Marco Cecchinato
- Corentin Moutet

## Campioni

### Singolare maschile
Diego Schwartzman ha battuto in finale  Fernando Verdasco con il punteggio di 6-2, 6-3.
- È il secondo titolo in carriera per Schwartzman, il primo della stagione.

### Doppio maschile
David Marrero /  Fernando Verdasco hanno battuto in finale  Nikola Mektić /  Alexander Peya con il punteggio di 5-7, 7-5, [10-8].